# 영국령 카메룬
영국령 카메룬(영어: British Cameroon)은 영국령 서아프리카의 영국령으로, 북카메룬과 남카메룬으로 이루어져 있었다. 오늘날 북카메룬은 나이지리아의 보르노주, 아다마와주, 타라바주의 일부를 형성하고 있으며, 남카메룬은 카메룬의 일부이다.

## 역사

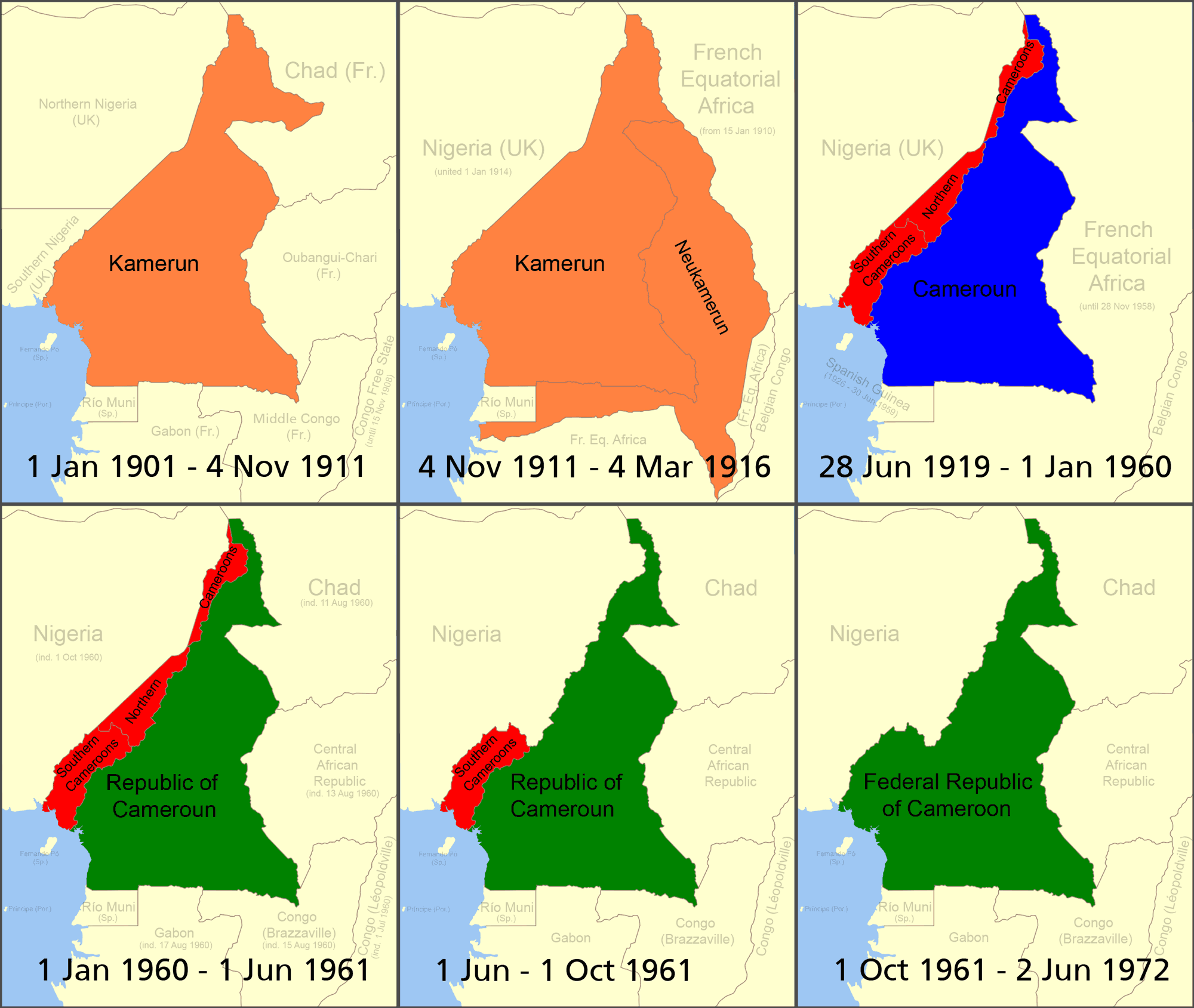
1901년부터 1972년까지 카메룬
독일령 카메룬
영국령 카메룬
프랑스령 카메룬
카메룬

오늘날 카메룬 지역은 19세기 말 "아프리카 분할" 기간 동안 독일에 의해 보호령으로 주장되었다. 독일 제국은 그 영토를 카메룬이라고 이름 지었다. 제1차 세계 대전 당시 프랑스군과 영국군은 독일령 카메룬(현재의 카메룬)을 침공하여 독일령 식민지를 두 지역으로 분할하기로 결정했다. 하나는 프랑스령 카메룬, 다른 하나는 영국령 카메룬이다. 영국은 아프리카의 다른 지역, 특히 나이지리아에 더 관심을 가졌다. 따라서, 프랑스는 카메룬이 분단되었을 때 더 많은 부분을 차지하게 되었다.

### 국제 연맹 위임장
제1차 세계 대전 동안 영국, 프랑스, 벨기에 군대가 점령했고, 1922년 국제 연맹이 영국과 프랑스에 위임했다. 프랑스의 위임통치령은 카메룬(Cameroun)으로 알려졌고, 영국 영토는 북카메룬과 남카메룬의 두 지역으로 관리되었다. 북카메룬은 나이지리아와 카메룬 국경이 만나는 지점에 의해 분할된 두 개의 비연속 구역으로 구성되어 있었다. 1930년대에는 대부분의 백인들이 1940년 6월부터 영국 수용소에 수감되었다. 400,000명의 원주민들은 영국군을 위해 자원하는 것에 거의 관심을 보이지 않았고, 단지 3,500명만이 자원했다.

### 신탁통치령
1946년 국제 연맹이 존재하지 않게 되자 위임통치령 지역 대부분이 유엔 신탁통치령 이사회를 통해 관리되었다. 신탁통치령의 목적은 궁극적으로 독립할 수 있도록 토지를 준비하는 것이었다. 1946년 12월 6일, 유엔은 영국령 카메룬의 신탁통치 협정을 승인했다.

### 식민지 유산
식민지 지배 하에서 카메룬은 원주민들이 사법적, 행정적 결정을 내릴 수 있도록 하는 간접 통치를 기반으로 통치되었다. 영국령 카메룬은 간접통치를 사용했는데, 이는 카메룬인들이 강제적으로 따르기보다는 기꺼이 따르겠다는 의미였기 때문이다. 이는 영국령 카메룬 시민들에게 자치권을 부여하고 "서 카메룬의 지방 정치 기관의 더 큰 활력"을 확립하는 데 도움이 되었기 때문에 중요했다. 시민들의 정신을 북돋우기 위해 사용된 간접적인 규칙에도 불구하고, 영국은 "지역 공동체 개발 프로그램을 계획하고 실행하는 데 지역 주민들의 참여가 거의 없었기" 때문에 "다양한 개발 프로그램에 접근해야" 한다는 것을 발견했다.
영국령 카메룬에서는 유럽계 이민자들이 본국의 법을 따르는 반면, 카메룬의 원주민들은 관습법을 준수했다.
식민지 시대에 확립된 법체계, 구체적으로는 관습법과 두 가지 법체계가 계속 시행되고 있다. 지역 개발 프로그램이 커지면서 영국령 카메룬은 "영토에 중등학교가 없다"는 이유로 교육적 노력이 많이 지연되었다. 중등교육은 주로 1939년 부에아 사스에 개교한 세인트 요셉 칼리지와 같은 선교사들의 활동이었다.

## 같이 보기
- 암바조니아